# Gare d'Arzew
Ne doit pas être confondu avec Ancienne gare d'Arzew.
La gare d'Arzew est une gare ferroviaire algérienne située sur le territoire de la commune d'Arzew, dans la wilaya d'Oran.

## Situation ferroviaire
La gare se situe sur la ligne d'Oran à Arzew, dont elle est le terminus et où elle est précédée de la gare d'El Mohgoun.
| \| Arzew Oran Es Senia Oued Tlelat Boutlélis \| Localisation de la gare de Hassi Ameur dans la wilaya d'Oran. |
| Arzew Oran Es Senia Oued Tlelat Boutlélis                                                                     |

## Histoire

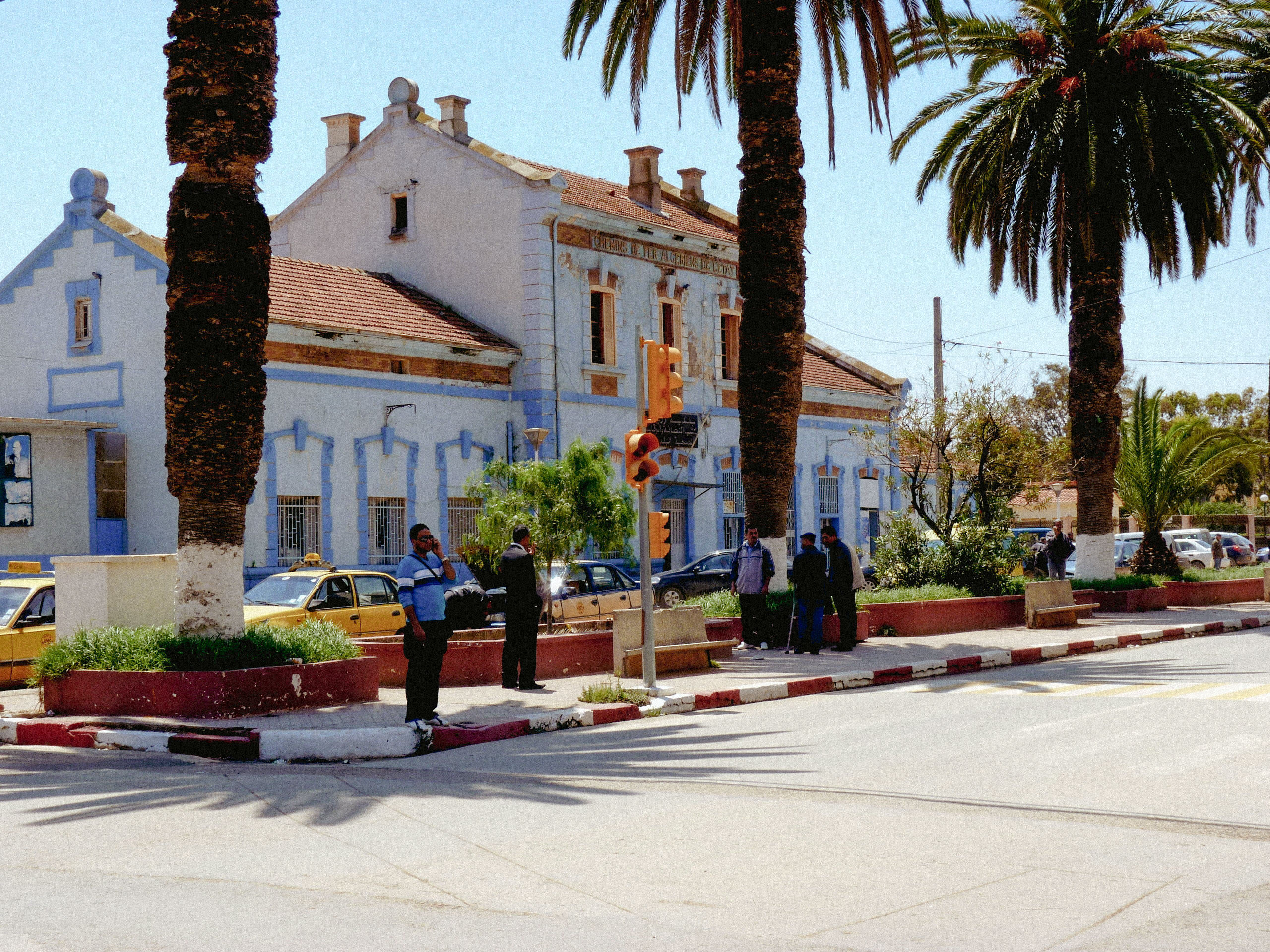
L'ancienne gare d'Arzew.

Située à environ 2 km, par route la route, au sud-ouest de l'ancienne gare d'Arzew, elle est mise en service en 2017 lors du prolongement jusqu'à Arzew de la ligne d'Oran à El Mohgoun.

## Service des voyageurs

### Dessertes
La gare d'Arzew est desservie par les trains régionaux de la liaison Oran - Arzew.